# Elliptera omissa
Elliptera omissa är en tvåvingeart som beskrevs av Ignaz Rudolph Schiner 1863. Elliptera omissa ingår i släktet Elliptera och familjen småharkrankar. Inga underarter finns listade i Catalogue of Life.